# Córrego Frio
Córrego Frio är ett vattendrag i Brasilien.   Det ligger i delstaten Paraná, i den södra delen av landet, 1 100 km sydväst om huvudstaden Brasília.
Omgivningarna runt Córrego Frio är huvudsakligen savann. Runt Córrego Frio är det ganska glesbefolkat, med 31 invånare per kvadratkilometer.